# Kyphosus
Kyphosus is een geslacht van straalvinnige vissen uit de familie van loodsbaarzen (Kyphosidae).
Het geslacht is voor het eerst wetenschappelijk beschreven in 1802 door Bernard Germain de Lacépède.

## Soorten
- Kyphosus analogus Gill, 1862
- Kyphosus bigibbus Lacépède, 1801
- Kyphosus cinerascens Forsskål, 1775
- Kyphosus cornelii Whitley, 1944
- Kyphosus elegans Peters, 1869
- Kyphosus gladius Knudsen & Clements, 2013
- Kyphosus hawaiiensis Sakai & Nakabo, 2004
- Kyphosus incisor Cuvier, 1831
- Kyphosus lutescens Jordan & Gilbert, 1882
- Kyphosus pacificus Sakai & Nakabo, 2004
- Kyphosus sandwicensis Sauvage, 1880
- Kyphosus sectatrix Linnaeus, 1758
- Kyphosus sydneyanus Günther, 1886
- Kyphosus vaigiensis Quoy & Gaimard, 1825